# Родевиш
Родевиш (нем. Rodewisch) — город в Германии, в земле Саксония. Подчинён земельной дирекции Кемниц. Входит в состав района Фогтланд.  Население составляет 6971 человек (на 31 декабря 2010 года). Занимает площадь 26,89 км². Официальный код  —  14 1 78 540.
Спутник-1 впервые в мире был замечен в Родевише. Родевиш впервые упоминается в 1411 году, а городом он стал с 1924 года. Сегодняшний город был образован в 1859 году в результате слияния трех районов Обергёльцш, Унтергёльцш и Нидеррауэрбах. В Родевише есть две больницы и планетарий.  До 1926 года в городе находился крупный латунный завод, который был самым большим на севере Германии. Ретенбах и Рютценгрюн входят в состав Родевиша с 1992 и 1994 годов соответственно.